# Marguerite Nicolas
Marguerite Jeanne Nicolas (verheiratete Crépin; * 4. Juni 1916 in Perros-Guirec; † 27. November 2001 in Clichy) war eine französische Hochspringerin.
Bei den Olympischen Spielen 1936 wurde sie mit ihrer persönlichen Bestleistung von 1,58 m Vierte.
Von 1935 bis 1938 wurde sie viermal in Folge französische Meisterin.